# Ooctonus citriscapus
Ooctonus citriscapus är en stekelart som beskrevs av Girault 1930. Ooctonus citriscapus ingår i släktet Ooctonus och familjen dvärgsteklar. Inga underarter finns listade i Catalogue of Life.